# 행진 (시트콤)
방송작가 문성환에 의해 시나리오가 작성되었다.
《행진》은 1999년 5월 31일부터 2000년 10월 13일까지 SBS에서 제작한 청춘시트콤이다.

## 등장 인물

### 주요 인물
- 엄앵란 ... 엄앵란 여사 역 (엄석태 선생과 양일숙 여사의 딸.)
- 김정은 ... 혜성대학교 철학과 엄정은 교수 역 - 엄앵란 여사의 친정 이복 누이동생 (엄석태 선생과 홍슬구 여사의 딸) (교환 교수로 발탁되어 미국으로 가면서 하차)
- 정성화 ... 혜성대학교 이카루스 응원단장 정성화 역 - 엄앵란 여사의 아들
- 송은이 ... 혜성대학교 이카루스 부단장 → 응원단장 역
- 이요원 ... 정요원 역 - 엄앵란 여사의 딸 (미국으로 유학가면서 하차)
- 송혜교 (옛날 친구였던 한수빈을 만나러 미국으로 가면서 하차)
- 김현정 ... 혜성대학교 밴드부 리드보컬 역 (중도하차)
- 이규한 (군대가면서 하차)
- 송창환
- 판유걸 (중도하차)
- 김윤경 ... 혜성대학교 밴드부 → 응원단 역
- 윤기원 ... 혜성대학교 밴드부 후임 리드보컬 역 (군대가면서 하차)
- 성동일 ... 혜성대학교 교수 역 (중도하차)
- 정은표 ... 혜성대학교 조교 역 (제주도로 연수가면서 하차)
- 이영범 ... 혜성대학교 후임 심리학과 지도 교수 역 (엄정은이 미국으로 가면서 나중에 이주희와 결혼하여 부부)
- 안재모 (마지막에 최강희와 결혼)
- 김승현 ... 윤기원의 동생 역
- 이제니 (미국으로 유학가면서 하차)
- 김동현 (군대가면서 하차)
- 최강희 (마지막에 안재모와 결혼)
- 이인혜 (중도하차)
- 박진성 ... 이영범의 고향 후배 역
- 정채경 ... 송은이의 맞선남 허중, 혜성대학교 취업 상담직원 역
- 이주희 ... 혜성대학교 취업 상담직원 역 (나중에 이영범과 결혼하여 부부)

### 그 외 인물
- 이은주 (개그맨) - 고기집 아줌마, 혜성마트 아줌마 역
- 고은주 - 혜성대학교 철학과 나 교수 역
- 오종철
- 김윤희
- 장동국
- 이왕표 - 김윤경의 아버지 역
- 양동재 - 중화요리 식당 철가방 모터사이클 배달원 역
- 송종호 - 송혜교의 친구 한수빈, 김윤경의 맞선남 역
- 김준호 - 자동차 사기꾼 외 단역
- 김구라 - 세탁기 설치 기사, 경찰, 혜성대학교 박 교수 역
- 최형만 - 피부과 의사 역
- 정은숙 - 청소 아줌마 역
- 문지연 - 백화점 직원 외 단역
- 변신호 - 호떡 주인 역
- 김영석 - 혜성대학교 학장 역
- 박용식 - 혜성대학교 총장 역
- 김혁 - 엄정은의 소개팅 부실남, 벌떼클럽의 조폭 역
- 이현 (5tion) - 헬리혜성의 리드보컬 강민 역
- 김은우 - 이주희의 아버지 역
- 윤원석
- 장대지
- 길수현
- 강석우
- 김형범
- 백승욱
- 정재훈
- 도승지
- 류덕환
- 홍석천
- 장호준
- 김채연
- 라재웅
- 김희정
- 김태홍
- 황미선
- 염관섭
- 김충렬
- 김남진
- 장은비
- 임채연
- 이상은
- 방경림
- 박미영
- 조권탁 - 정민 역
- 조선주
- 원숙희
- 이다연
- 이동훈
- 신은정 - 이동훈의 남자친구 신은정 역
- 권오영
- 김민정
- 이경화
- 김영철
- 김미희
- 황정미 - 지영 역
- 강민규
- 최우혁
- 손무

### 특별출연
- 김진희 - 혜성대학교 선배 역
- 김정욱 (단역)
- 박수홍 - 점술가 역
- 김정현 - 송혜교를 좋아하는 스토커 역
- 성유리 (핑클)
- 클론 - 사채업자 역
- 허영란 - 간호학과 실습생 역
- 고수 - 헬스 트레이너 (단역)
- 김수진 - 안재모와 만난 부킹녀 역
- 유현철 - 송혜교의 미팅남, 중국집 배달원 역
- 이혜련 - 여군 역
- 배두나
- 박시은
- 홍진희 - 민박집 사기꾼 역
- 조혜영 - 수영장 귀신 (단역)
- 김성은 (아역) - 박미달 역
- 이민호 (아역) - 김정배 역
- 정민 - 김춘자 여사의 아들 한영재, 송은이의 맞선남 역
- 변정수 - 이사집 주인 역
- 김영미 - 안재모와 만난 소매치기 미영 역
- 권병길 - 엉터리 형사 역
- 이정진 - 송혜교의 리서치 미팅남 (단역)
- 신성일 - 엄앵란 여사의 남편이자 정성일 교수 역. 현재 교환교수로 가있다.
- 이승엽 (야구선수)
- 서기 - 정요원의 친구 역
- 여운계 - 이 교수한테 세탁기를 사려는 아줌마, 이영범의 어머니 역
- 양택조 - 세탁기를 사려는 아줌마의 조폭 남편, 심마니 산삼식, 이 교수가 사는 빌라의 원래 집주인 역
- 정재연 - 안재모를 쫒다가 송창환과 만난 여학생 역
- 김기현 - 미라의 아버지, 표 간호사의 아버지, 교수 역
- 채정안 - 아마조네스 동아리 회장 역
- 이현균 - 대학생을 사칭한 고등학생 역
- 김영배 - 엑스트라 감독 역
- 권은아 - 김윤경의 어머니 필녀 역
- 한희 - 안재모와 송창환과 만난 은행원 역
- 오현철 - 엄앵란의 당숙 어른 역
- 배동성 - 패션 디자이너 엘레스 박 역
- 연정훈 - 혜성제화의 외아들 (단역)
- 나운하 ( 나훈아의 모창 가수)
- 곽태근 - 산악자전거 동아리 회장 박승재 (단역)
- 이훈 - 김승현의 고향 선배 역
- 정재환 - 엄정은의 맞선남 역
- 김세준 - 강철민 박사 역
- 유형관 - 이영범의 친구 거성실업 찬조실장 박태포 역
- 박탐희 - 김동현의 소개팅녀 국문과 이선영 (단역)
- 박정수 - 엄정은의 가사 선생님 이희정 역
- 표인봉 - 표 간호사 역
- 소이 (티티마) - 송창환의 초등학교 동창 정요원 역
- 견미리 - 이영범의 초등학교 동창 역
- 배도환 - 엄정은의 맞선남 역
- 김형자 - 이제니의 어머니 역
- 김래원 - 김윤경의 미팅남 회장 아들 영호 역
- 김병지 (축구선수)
- 장정희 - 튼튼우유 아줌마, 살찌우는 하숙집 아줌마 역
- 홍록기 - 현상수배범 역
- 김주혁 - 이영범의 친구 현기 (단역)
- 박철 - 라디오 DJ 역
- 지석진 - 진실게임 패널 역
- 백재현 - 진실게임 패널 역
- 전유성 - 진실게임 패널 역
- 이경실 - 진실게임 MC 역
- 이성미 - 진실게임 MC 역
- 김상혁 (클릭비) - 안재모의 친구 무창수 역
- 박미선 - 이영범의 대학교 동창이자 동양여자대학교 여성학 교수 역
- 윤지영 - 안재모가 만나는 부킹녀 (단역)
- 맹상훈 - 이영범의 고등학교 동창 달수 역
- 김동수 - 이영범의 고등학교 동창 복만, 조폭 용덕 역
- 홍수현 - 카페 알바생 (단역)
- 정정아 (단역)
- 함석훈 - 불량식품 판매하는 조폭 역
- 터보 - 혜성대학교 신입생 역
- 고미영 - 이영범의 옛날 애인 박은서 역
- 조형기 - 박은서의 남편 역
- 이지형 - 갤러리를 운영하는 박진성의 친구 역
- 안신우 - 송은이와 만난 엄마 아들 우석, 김윤경의 노예팅남 준수 역
- 이숙 - 가난한 아줌마, 송은이의 어머니 역
- MC몽 (피플크루) - 댄스동아리 장문한 역
- 플라이 투 더 스카이
- 나경미 - 정성화의 첫사랑이자 혜성대학교 불문과 김선민 역
- 이지훈 - 최강희와 만난 건망증 남자 역
- 한상진 - 김승현의 친구 정상윤, 송은이의 맞선남 역
- 송백경 (원타임) - 엄정은 교수를 좋아하는 대학생 역
- 이성진 (NRG) - 최강희의 밀수남, 송은이와 만난 전화번호를 따는 조건의 거래남 역
- 김나라 (VJ) - 김승현의 소개팅녀 정선혜 역
- 이동건 - 최강희와 호프집에서 만난 남자 역
- 윤성호 - 최강희의 소개팅남, 정성화의 친구 역
- 남윤정 - 과외 학생 혜정의 어머니 역
- 한순례 - 정성화와 찜질방에서 만난 할머니 역
- 간미연 (베이비복스) - 안재모의 여자친구이자 아이스크림 알바생 역
- 남포동 - 박진성과 만난 조문을 사칭한 아저씨 역
- 김성훈 - 김승현의 친구 역
- 박상민 - 최강희가 짝사랑하는 혜성여고의 음악 선생님 역
- 김민희 - 인기가요 MC 역
- 전원주 - 이영범과 만난 아름다운 사랑이야기 출연자 역
- 김종국 - 아름다운 사랑이야기 사회자 역
- 엄태웅 - 최강희와 나이트에서 만난 건달 (단역)
- 최은주 - 송은이의 친구 찬희 역
- 최란 - 송창환의 어머니 역
- 이민우 (신화) - 최강희의 초등학교 동창 역
- 서휘 (티니) - 정성화한테 헌혈을 부탁하다가 친오빠를 사칭한 여자 역
- 서권순 - 이민우의 어머니 역
- 도기석 - 김윤경을 괴롭히는 형준 (단역)
- 정종준 - 장문 교수 역
- 안정훈 - 박진성의 고향 친구 역
- 구본승 - 송은이의 초등학교 동창 김훈 역
- 정경숙 - 정성화와 만난 재벌녀, 철수의 여자친구 역
- 윤택상 - 송은이와 만난 철수 역